# جرالد نوگبائور
 جرالد نوگبائور (انگلیسی: Gerald Neugebauer؛ زاده ۳ سپتامبر ۱۹۳۲) یک فیزیک‌دان، و ستاره‌شناس اهل ایالات متحده آمریکا است.